# Dolmen del Cap de l’Home

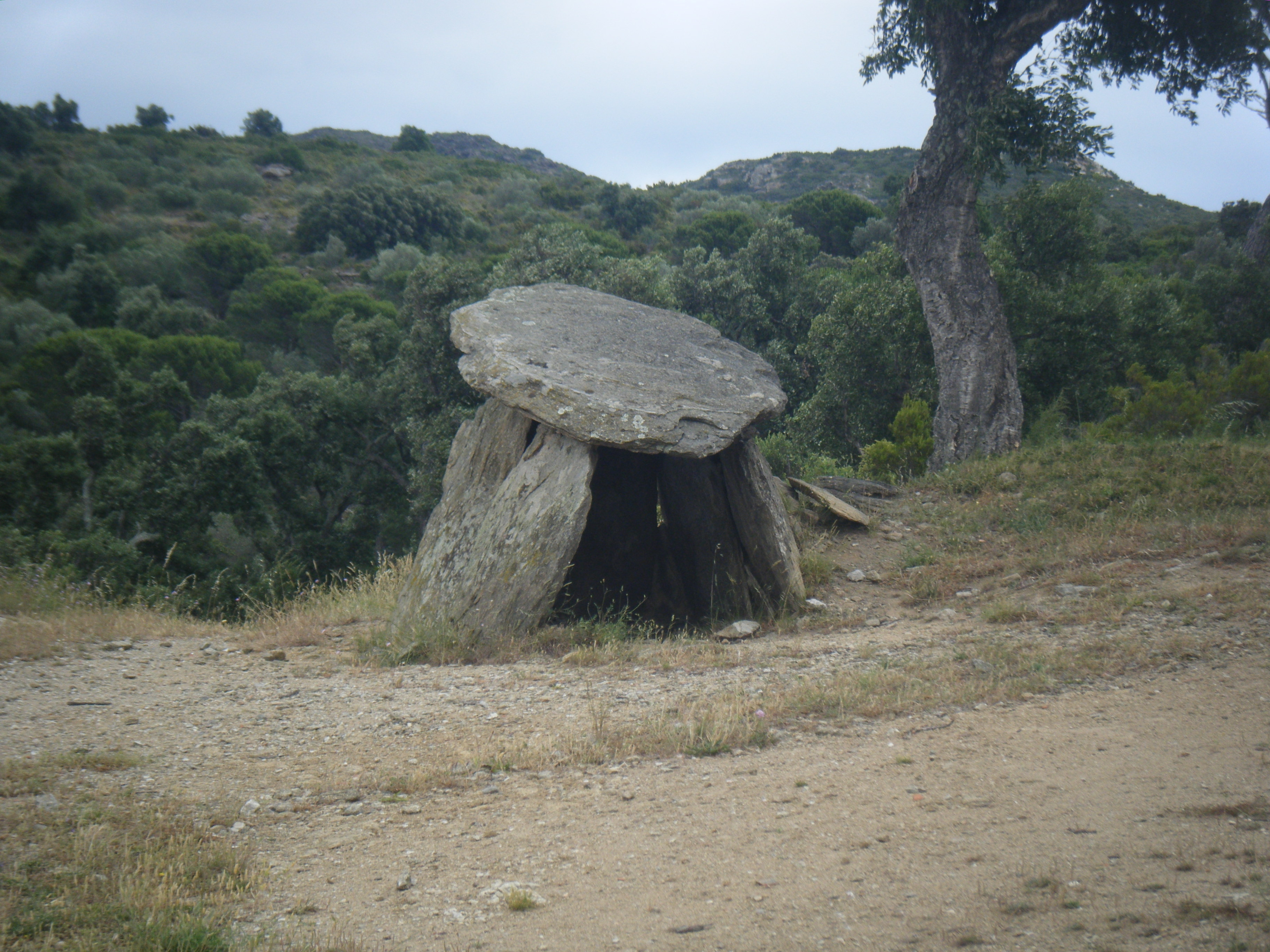
Dolmen del Cap de l’Home

Der Dolmen del Cap de l’Home liegt im Parc Megalític de Roses nahe der Straße „Carrer de Pitàgoras“  im Osten von Roses bei Figueres, in der Comarca Alt Empordà in Katalonien in Spanien.
Der etwa 2700 v. Chr. entstandene Gangdolmen weist fünf Tragsteine auf, je zwei an jeder Längsseite und einen an der Schmalseite. Ein Tragstein wurde restauriert. Der Deckstein liegt schräg auf.
Der etwa 1,5 m hohe Dolmen wurde 1919 zum ersten Mal ausgegraben, wobei Reste von Keramik und Knochen gefunden wurden. Bei der Grabung von 1946 wurden Scherben, Stücke von Halsketten aus Speckstein und ein Stück handgemachter Keramik entdeckt. Der Dolmen wurde 1983 restauriert.
Von hier führt ein Wanderweg zu dem nur etwa 100 Meter entfernt liegenden, besser erhaltenen Dolmen Llit de la Generala.